# Mohammad Paziráí
Mohammad Paziráí (* 29. srpna 1929 – 9. března 2002) byl íránský zápasník, bronzový olympijský medailista z roku 1960

## Sportovní kariéra
Narodil se v ázerbájdžánském Baku do rodiny íránského obchodníka. Kvůli konfiskaci majetku se s rodinou vrátil v třicátých letech dvacátého století do Teheránu. Zápasení se věnoval od 11 let. Po roce 1957 byl zařazen do nově vzniklé íránské reprezentace v zápasu řecko-římském. V roce 1960 startoval na olympijských hrách v Římě ve váze do 52 kg. Ve druhém kole prohrál s Egypťanem Osmanem Sajedem na technické body a po třetím kole byl kandidátem na vyřazení kvůli překročení minima 6 klasifikačních bodů. Ve čtvrtém kole ho však zachránil volný los. V pátem kole porazil na technické body Sověta Ivana Kočergina, a protože v turnaji zbyl pouze Rumun Dumitru Pârvulescu rozdělovaly se medaile. S šesti klasifikačními body bral bronzovou olympijskou medaili. Po skončení sportovní kariéry v polovině šedesátých let se věnoval trenérské a funkčionářské práci.

## Výsledky
| Turnaj            | 1958 | 1959 | 1960 | 1961 | 1962 |
| Turnaj            | 29   | 30   | 31   | 32   | 33   |
| Turnaj            | -52  | -52  | -52  | -52  | -52  |
| ----------------- | ---- | ---- | ---- | ---- | ---- |
| Olympijské hry    |      |      | 3.   |      |      |
| Mistrovství světa | úč.  |      |      | úč.  | úč.  |